# Lill-Rödingsjön
Lill-Rödingsjön är en sjö i Vilhelmina kommun i Lappland och ingår i Ångermanälvens huvudavrinningsområde. Sjön har en area på 0,0701 kvadratkilometer och ligger 754 meter över havet. Lill-Rödingsjön ligger i Gitsfjället Natura 2000-område.

## Delavrinningsområde
Lill-Rödingsjön ingår i det delavrinningsområde (719058-149408) som SMHI kallar för Inloppet i Lill-Gitssjön. Medelhöjden är 716 meter över havet och ytan är 4,9 kvadratkilometer. Räknas de 3 avrinningsområdena uppströms in blir den ackumulerade arean 32,81 kvadratkilometer. Gitsån som avvattnar avrinningsområdet har biflödesordning 4, vilket innebär att vattnet flödar genom totalt 4 vattendrag innan det når havet efter 287 kilometer. Avrinningsområdet består mestadels av skog (69 procent) och sankmarker (16 procent). Avrinningsområdet har 0,31 kvadratkilometer vattenytor vilket ger det en sjöprocent på 6,2 procent.